# Camp de concentration de Poniatowa

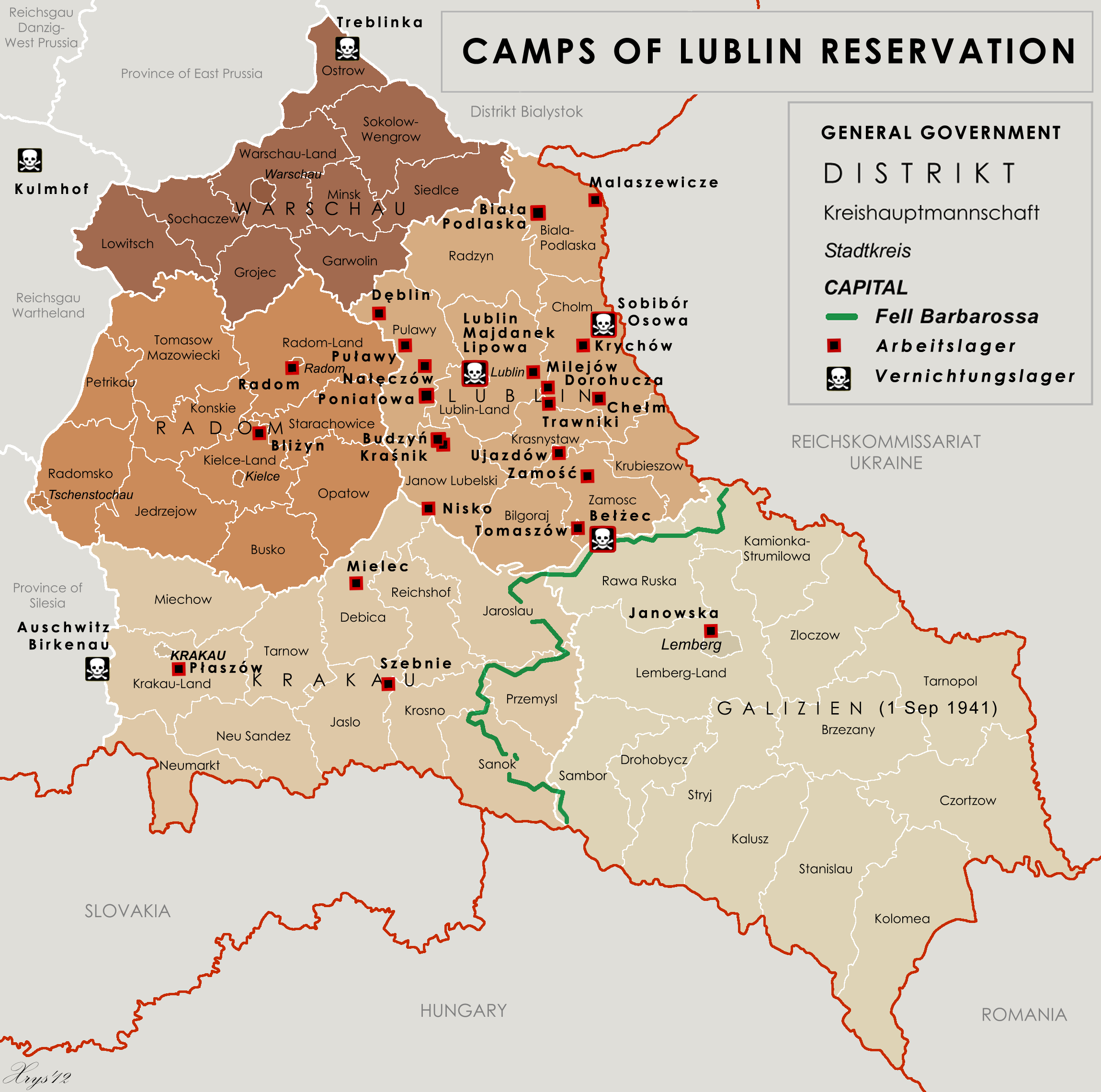
Carte des camps de concentration proches de Lublin.

Le camp de concentration de Poniatowa était un camp de concentration instauré par le régime nazi du Troisième Reich dans la ville de Poniatowa, à 36 km à l'ouest de Lublin, en Pologne occupée. Créé par les SS dans la seconde moitié de 1941, il servit initialement de camp de détention pour les prisonniers de guerre soviétiques à la suite de l'opération Barbarossa. Vers la mi-1942, environ 20 000 d'entre-eux avaient péri de faim, de maladies et d'exécutions. Le camp était alors connu sous le nom de Stalag 359 Poniatowa. Par la suite, le Stammlager fut repensé et agrandi en camp de concentration pour le travail forcé soutenant l'effort de guerre allemand, comprenant des ateliers dirigés par le SS Ostindustrie sur le terrain d'une usine de télécommunications polonaise d'avant-guerre fondée à la fin des années 1930. Poniatowa devint un sous-camp du camp de Majdanek au début de l'automne 1943; Le massacre de sa main-d'œuvre majoritairement juive se déroula pendant l'Aktion Erntefest, concluant ainsi l'opération Reinhard mise en place au sein du gouvernement général,.

## Histoire et fonctionnement
Deux ans après l'invasion de la Pologne par l'Allemagne nazie, en octobre 1942, le SS-Hauptsturmführer Amon Göth — qui deviendra bientôt le commandant de Płaszów — visita Poniatowa en vue d'un plan de réaménagement. La construction d'un tout nouveau camp de travaux forcés est confiée à Erwin Lambert. Le camp doit fournir des travailleurs à l'usine d'uniformes de l'armée Walter Többens délocalisée du ghetto de Varsovie en liquidation, où au moins 254 000 Juifs ont été déportés au camp d'extermination de Treblinka au cours des deux mois de l'été 1942. L'Obersturmführer Gottlieb Hering est nommé commandant du camp. Il est promu au grade de SS-Hauptsturmführer par Himmler en mars 1943,.
Le premier transport de Juifs arrivant d'Opole, en pleine liquidation du ghetto, atteint Poniatowa en octobre 1942 ; la majeure partie d'entre-eux seront cependant déportés au camp d'extermination de Sobibor. Après la construction d'une caserne, le camp compte 1 500 Juifs en janvier 1943. Deux mois plus tard, 15 000 juifs polonais supplémentaires arrivent dans le camp après la liquidation du ghetto de Varsovie. La majeure partie d'entre eux produisent des vêtements neufs pour la Wehrmacht durant les six mois suivants. En raison de la nature du travail effectué, les prisonniers ne sont pas maltraités comme dans la plupart des autres camps. Ils sont notamment autorisés à garder les enfants à la garderie, à porter leurs propres vêtements et à conserver leurs effets personnels, car les nouveaux uniformes fabriqués stimule grandement le moral du Front.
Les tailleurs et couturiers juifs de Varsovie travaillaient pratiquement gratuitement pour le profiteur de guerre allemand Walter Caspar Többens (Toebbens) qui faisait fortune (décrit comme l'anti-Schindler). Les Juifs de Pologne ont été rejoints par environ 3 000 Juifs slovaques et autrichiens (l'élite du camp) logés séparément des autres.

## Aktion Reinhard
Après la fermeture du camp de Belzec en juin 1943, le SS-Obergruppenführer Odilo Globocnik, chargé de coordonner l'opération Reinhard, inspecte les installations de Poniatowa en août 1943. Gottlieb Hering, le commandant du camp, est réprimandé pour un manque total de discipline carcérale. Des changements drastiques sont introduits immédiatement avec des exécutions quotidiennes d'au moins plusieurs personnes et un nouveau crématorium est construit. À partir de septembre 1943, le camp de travaux forcés de Poniatowa devient une partie du système de sous-camps de Majdanek au moment de l'Aktion Reinhard, la phase la plus meurtrière de la Shoah.
Au début de l'Aktion Erntefest, les détenus reçoivent l'ordre de creuser des tranchées antichars à Poniatowa, Trawniki, ainsi qu'aux camps de concentration de Majdanek, ignorant leur véritable sort. Le 3 novembre 1943, sur ordre de Christian Wirth, les SS et la police allemands débutent les massacres : une grande majorité des Juifs proviennent simultanément dans toute la région de Lublin, comprenant les sous-camps à Budzyn, Kraśnik, Puławy, Lipowa... À Poniatowa, les détenus sont contraints de se déshabiller et de s'allonger nus dans les tranchées précédemment creusées par leurs soins, puis abattus suivant la méthode « de la boîte de sardines » (voir Friedrich Jeckeln).

### Soulèvement du 3 novembre 1943
Le premier jour des tueries, dans une caserne de Poniatowa, les Juifs organisent une révolte. Les SS entourent alors le bâtiment d'un cordon serré et l'incendient. La fumée déclenche l'arrivée des pompiers du village, immédiatement renvoyés par les SS. Selon un témoin, le feu s'était propagé entraînant la destruction de plusieurs structures. Le lendemain matin (4 novembre 1943), après avoir étouffé la révolte, les SS poursuivent les massacres comme prévu pendant le reste de la journée. Au total, en deux jours, quelque 43 000 détenus, hommes et femmes, sont abattus au-dessus d'une longue file de fausses tranchées antichars. Après la fermeture du camp, le commandant Gottlieb Hering et plusieurs SS du camp ayant participé à l'opération rejoignent ensuite le camp de Risiera di San Sabba à Trieste, en Italie,,,,.

## Commémoration
Les deux premiers monuments à la mémoire des victimes du nazisme à Poniatowa ont été érigés dans la Pologne communiste au centre-ville en 1958 et à l'usine PZT en 1959. Un monument différent, commémorant uniquement les victimes juives de la Shoah, a été dévoilé à Poniatowa le 4 novembre 2008, à l'occasion du 65e anniversaire de la liquidation du camp. L'inscription en polonais et en anglais mentionne 14 000 victimes polonaises, allemandes, autrichiennes et tchécoslovaques assassinés à  Poniatowa pendant l'Aktion Erntefest (sans les sites restants). Le monument a été dévoilé en présence de l'ambassadeur d'Israël en Pologne David Peleg, l'ambassadeur d'Autriche Alfred Langle ; Andreas Meitner, ministre de l'ambassade d'Allemagne ; Jan Tomaszek, ministre de l'ambassade tchèque ; Henryka Strojnowska, voïvode de Lublin ; le maire de la ville, Lilla Stefanek, et de nombreux autres fonctionnaires, dont le rabbin et les prêtres de Varsovie.

## Survivants notables
- Estera Rubinstein, a survécu en faisant le mort sous les cadavres des exécutés. Témoignage n ° 301/1013 aux archives du Żydowski Instytut Historyczny (ŻOB)[19].
- Ludwika Fiszer, s'est échappée du charnier. Témoignage (45 pages) dans le livre Destruction and Rising publié par la Fédération générale du travail juif à Eretz Israël, Tel Aviv 1946 ( numérisé par Yad Vashem[20]).
- Israël Shahak, professeur israélien de chimie à l'Université hébraïque de Jérusalem.
- Zula Schulberg, s'est échappée avec l'aide de son frère Jurek en août-septembre 1943, traversant un champ de chaume de blé (bande n ° 247A du Melbourne Jewish Holocaust Center).